# Tanguiéta
Tanguiéta is een van de 77 gemeenten (communes) in Benin. Tanguiéta heeft 74.675 inwoners (2013). De gemeente ligt in het departement Atacora en heeft een oppervlakte van 5.456 km². De gemeente is opgedeeld in vijf arrondissementen:
- Cotiakou (131 km²)
- Ndahona (134 km²)
- Taiakou (74 km²)
- Tanguiéta (301 km²)
- Tanongou (4.816 km²)

Tanguiéta is een van de toegangscentra tot het Nationaal park Pendjari, waar men onder meer leeuwen, luipaarden, apen, antilopen, Afrikaanse olifanten en nijlpaarden kan zien. Het park is een van de belangrijkste toeristische trekpleisters van Benin.
De autoweg RNIE3, die verder loopt naar Burkina Faso, gaat door Tanguiéta. In Tanguiéta is er sinds 1970 een ziekenhuis, Saint-Jean de Dieu.
De landbouw is de belangrijkste economische sector (70% van de beroepsbevolking). Ook de handel is belangrijk (24% van de beroepsbevolking).

## Geografie
De gemeente ligt in het noordwesten van Benin en grenst aan Burkina Faso. Het oosten van de gemeente ligt in het Atacoragebergte. Hier liggen de arrondissementen Cotiakou, Tanguiéta en Tanongou. Deze liggen in een afwisseling van dalen en heuvels op een hoogte tussen 200 en 565 meter. De Aracora gaat met een steile helling over in de peneplain van Gourma, een schiervlakte die naar het westen toe afloopt van 250 naar 150 meter hoogte tot de riviervlakte van de Pendjari. Het landschap bestaat voornamelijk uit savanne. Buiten het beschermde natuurgebied is de grond grotendeels ingenomen voor de landbouw.
Het klimaat telt een droog seizoen (november tot april/mei) en een regenseizoen (mei tot november). Er valt jaarlijks tussen 800 en 1.100 mm neerslag.

## Bevolking
In 2002 telde de gemeente 54.719 inwoners. In 2013 waren dit 74.675 inwoners en in 2020 waren dit naar schatting 90.000 inwoners. De stad Tanguiéta heeft ongeveer 21.000 inwoners. Het arrondissement Taiakou was in 2002 het dichtst bevolkt (131,3 inwoners/km²) en het arrondissement Tanongou het dunst bevolkt (1,4 inwoners/km²).
Een meerderheid van de bevolking behoort tot de Otamari (84%). Daarna volgen de Fulbe (3,5%) en verschillende andere bevolkingsgroepen.
Het grootste deel van de bevolking hangt een inheemse godsdienst aan. Ongeveer 20% is katholiek en 14% moslim.
Opm: Bevolkingscijfers in duizendtallen
Bron: Tanguiéta, Commune in Benin; 1979-2013: volkstellingen
Bron: Institut National de la Statistique Benin; 2013: volkstelling

## Geschiedenis
Het gebied werd in de loop van de 18e en 19e eeuw bevolkt door de huidige bevolkingsgroepen, die in verschillende golven vanuit het noorden naar hier trokken. Dit hing samen met de slavenhandel en de handel door de Sahara. De gemeente kreeg haar huidige grenzen in 1978.

## Geboren
- Bertin Borna (1930-2007), politicus
- Gilbert Bangana, politicus

## Afbeeldingen

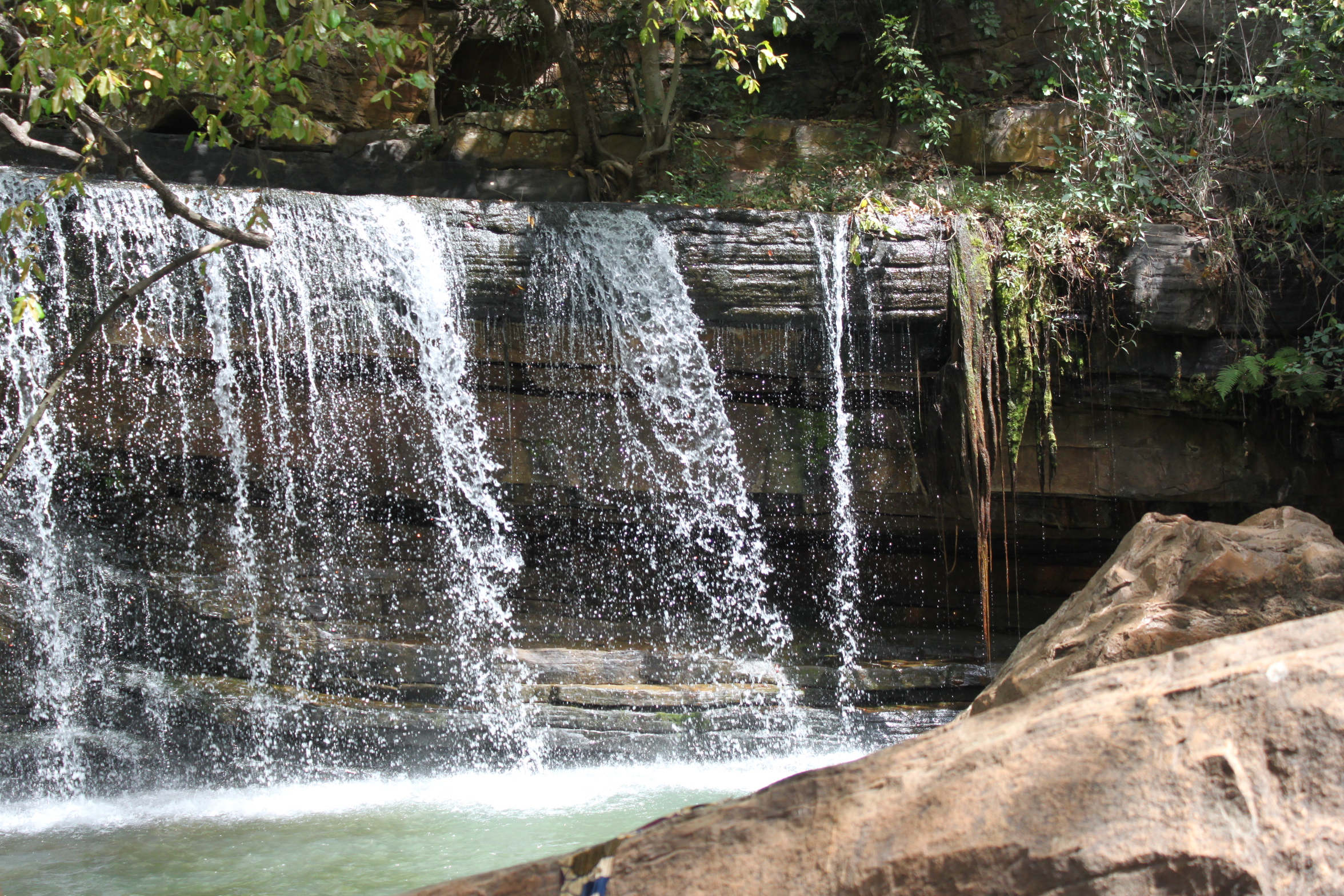
Watervallen van Tanongou
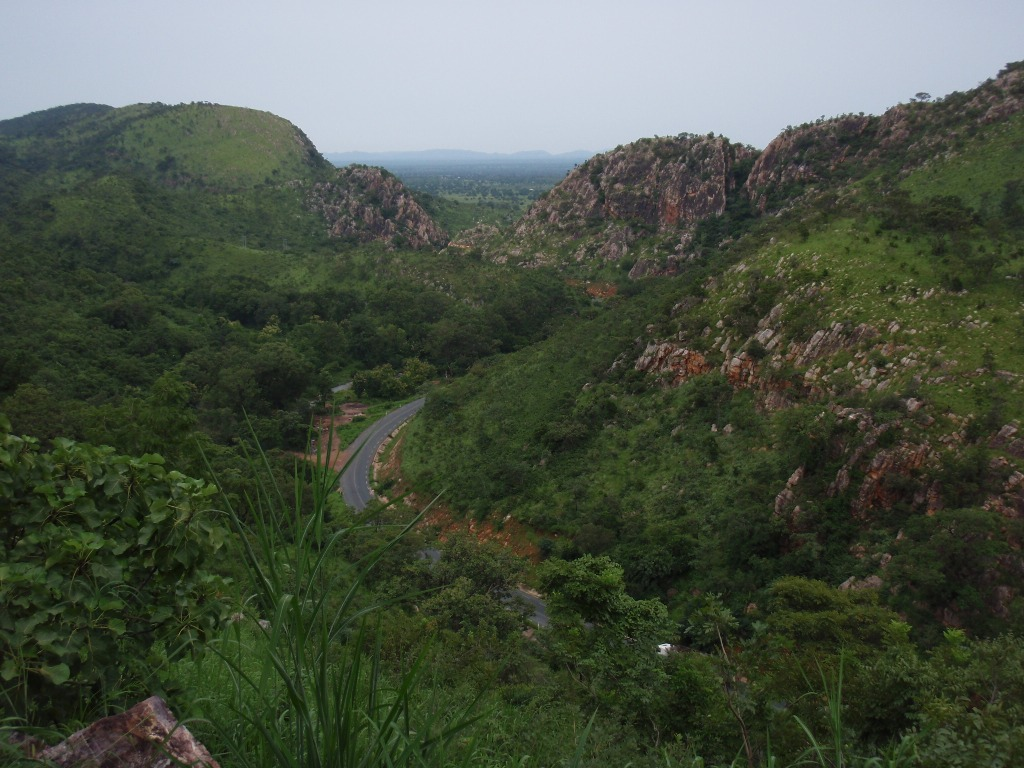
Atacoragebergte
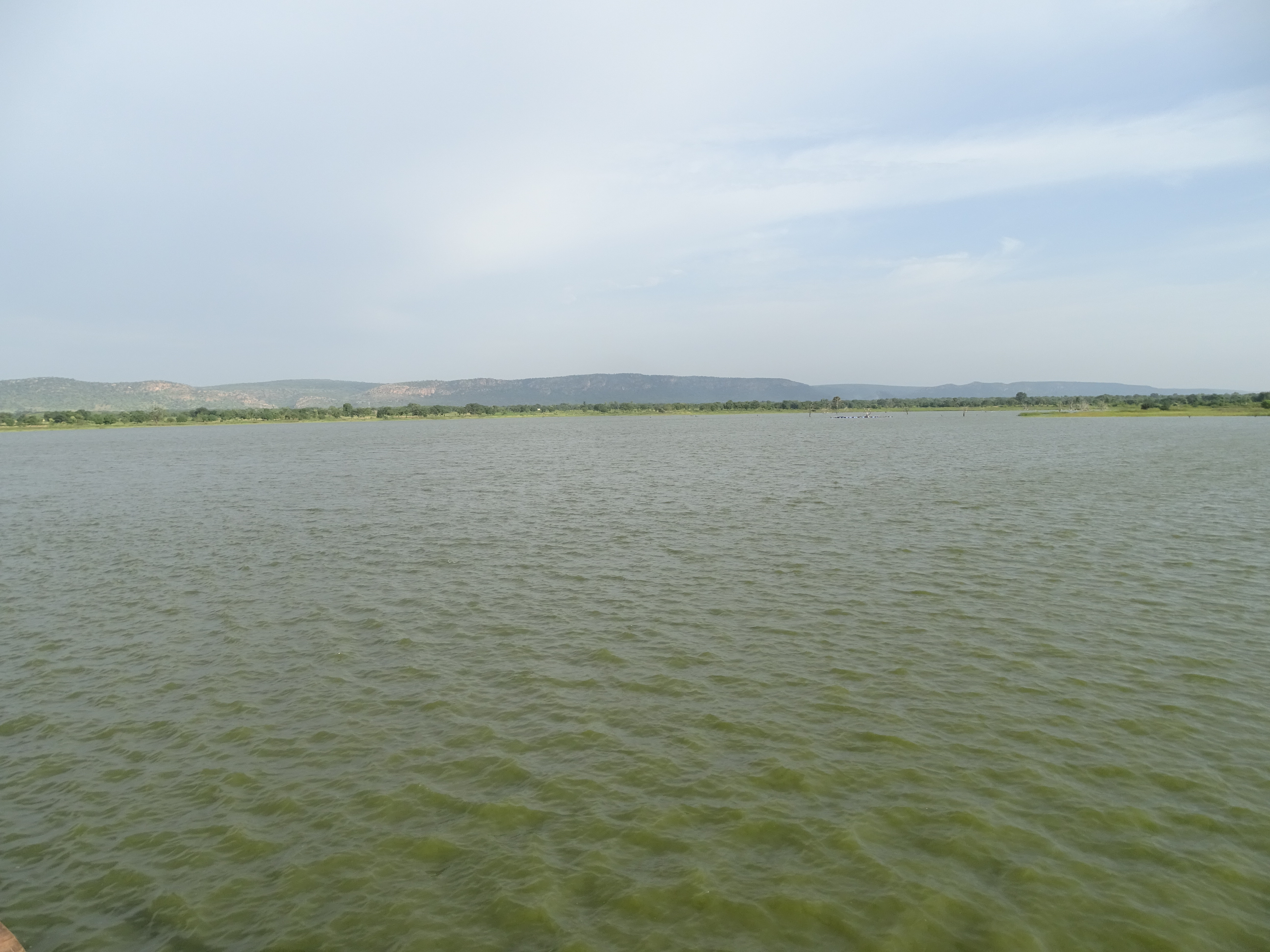
Stuwmeer
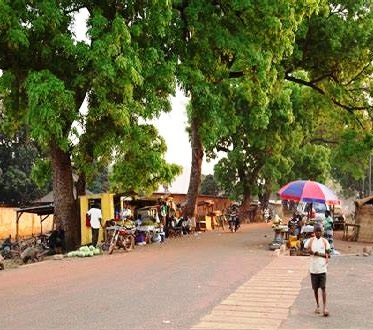
Ziekenhuis Saint-Jean de Dieu
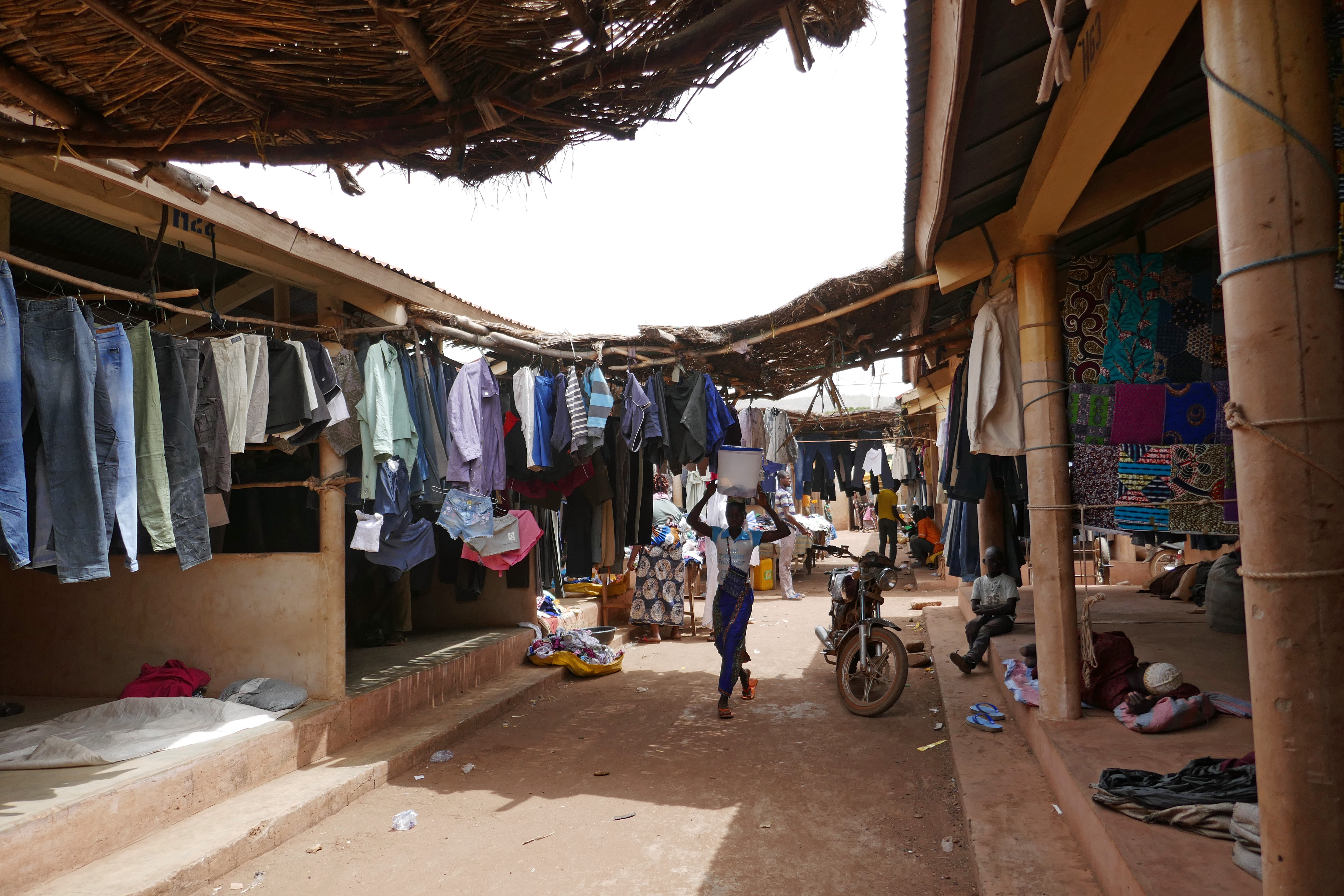
Centrale markt

- Bibliothèque nationale de France: cb16717495q (data)
- Library of Congress Control Number: no2008151429
- Virtual International Authority File: 157499569